# Peplum
Peplum ili mačevi i sandale  je naziv koji u najširem smislu označava povijesne igrane filmove s radnjom smještenom u grčko-rimski svijet, odnosno Europu i Mediteran u doba Starog vijeka ili milje grčke i/ili rimske mitologije. U užem smislu se pod time podrazumijeva eksploatacijski film, koji je svoj zenit uživao u Italiji krajem 1950-ih i početkom 1960-ih, a čija je karakteristika bila inzistiranje na akciji čiji su protagonisti obično bili krupni, mišićavi i oskudno odjeveni muškarci; vrlo često su to bili gladijatori, a zbog čega se za takve filmove ponekad koristio i naziv gladijatorski film. 
Žanr pepluma je u samoj Italiji vukao tradiciju od nijemog filma Cabiria snimljenog 1914. u kome se prvi put pojavljuje mišićavi Maciste, koji će poslije nastupiti kao protagonista niza sličnih filmova do sredine 1920-ih. U zvučnoj eri je žanru pepluma značajan poticaj dao uspjeh holivudskog spektakla Quo Vadis koji se 1951. snimao u rimskim studijima Cinecitta; za tu produkciju napravljeni setovi i kostimi su kasnije često "reciklirani" za potrebe pepluma koje je karakterizirao daleko niži budžet, a obično i niža kvaliteta u odnosu na holivudske uzore. Glavne junake su, pak, često tumačili bodibilderi, a najveću popularnost je uživao Steve Reeves. 
Peplumi su se uglavnom prestali snimati sredinom 1960-ih, kada su daleko popularnijima postali mnogo jeftiniji špageti-vesterni. Svojevrsnu su renesansu doživjeli 1980-ih zahvaljujući uspjehu filma Conan barbarin. Jedan od najsvježijih primjera pepluma na televiziji predstavlja američko-novozelandska serija Spartacus.

## Vanjske poveznice
- The Many Faces of Hercules at Brian's Drive-In Theatre
- PEPLVM - Images de l'Antiquité, par Michel Eloy (in French)
- http://www.santoandfriends.com  Arhivirana inačica izvorne stranice od 16. veljače 2020. (Wayback Machine)  (filmography of Mexican muscleman films)